# Hemidactylus leschenaultii
Espèce
Synonymes
- Hemidactylus bellii Gray 1845
- Hemidactylus pustulosus 
Lichtenstein & Von Martens 1856
- Hemidactylus kelaartii Theobald 1868
- Hemidactylus marmoratus Blanford 1870

Hemidactylus leschenaultii est une espèce de geckos de la famille des Gekkonidae.

## Répartition
Cette espèce se rencontre en Andhra Pradesh, au Karnataka, au Kerala et au Tamil Nadu en Inde, au Sri Lanka, au Pakistan et en Oman.

## Étymologie
Cette espèce est nommée en l'honneur de Jean-Baptiste Leschenault de La Tour.

## Publication originale
- Duméril & Bibron, 1836 : Erpetologie Générale ou Histoire Naturelle Complete des Reptiles. Librairie Encyclopédique Roret, Paris, vol. 3, p. 1-517 (texte intégral).